# Duistervoorde
Duistervoorde is een buurtschap in de Nederlandse gemeente Voorst, in de provincie Gelderland. De buurtschap maakt deel uit van het dorp Twello en ligt in het zuidwesten hiervan. In de wijk staat de neogotische Sint-Martinuskerk.
Duistervoorde heeft tussen de 1000 en 2000 inwoners.